# رامبلورس
رامبلورس (به انگلیسی: Rumbleverse) یک بازی ویدئویی رایگان به سبک بیت ام آپ و بتل رویال است که توسط آیرون گلکسی توسعه یافته و به‌وسیلهٔ اپیک گیمز منتشر شده است. این بازی در ۱۱ اوت ۲۰۲۲ از طریق فروشگاه اپیک گیمز برای سیستم‌عامل مایکروسافت ویندوز در دسترس قرار گرفت، و همچنین برای کنسول‌های ایکس‌باکس سری اکس/اس، ایکس‌باکس وان، پلی‌استیشن ۴، و پلی‌استیشن ۵ منتشر شده است.